# أكساكوفو
أكساكوفو (بالبلغارية:Аксаково) هي مدينة في مقاطعة فارنا في جمهورية بلغاريا.
يبلغ عدد سكانها حوالي 7,897 نسمة حسب تعداد ديسمبر 2009.

## توأمة
لأكساكوفو اتفاقيات توأمة مع:
- إيغوالادا